# بزد
بِزد روستایی از توابع بخش مرکزی شهرستان تربت جام در استان خراسان رضوی است.
روستای بزد از توابع شهرستان تربت جام و در ۲۰ کیلومتری جنوب غربی این شهر و ۱۹۰ کیلومتری مشهد قرار گرفته است. ارتفاع این روستا از سطح دریا ۱۲۸۰ متر می باشد. ارتفاعات مشرف به روستا بخصوص کوه‌های دو شاخ و بزد، با چشم‌اندازهای بسیار زیبا، از جاذبه‌های طبیعی کم‌نظیر روستاست.
این روستا در دهستان میان جام قرار دارد و بر اساس سرشماری سال ۱۳۸۵ جمعیت آن (۶۶۳خانوار) ۲٬۸۲۱نفر 
بوده‌است.
راه دسترسی به روستا آسفالته و بسیار مناسب می باشد.
قله بزد دارای ارتفاع ۲۸۵۸ متر از سطح دریا است و دامنه های آن پوشیده از جنگل‌های ارس است.

## جاذبه‌های گردشگری
- مسجد نور

## منبع
1. ↑  «نتایج سرشماری ایران در سال ۱۳۸۵». درگاه ملی آمار. بایگانی‌شده از روی نسخه اصلی در ۲۱ آبان ۱۳۹۲.